# Kanton Montmoreau-Saint-Cybard
Kanton Montmoreau-Saint-Cybard (fr. Canton de Montmoreau-Saint-Cybard) je francouzský kanton v departementu Charente v regionu Poitou-Charentes. Skládá se ze 14 obcí.

## Obce kantonu
- Aignes-et-Puypéroux
- Bors
- Courgeac
- Deviat
- Juignac
- Montmoreau-Saint-Cybard
- Nonac
- Palluaud
- Poullignac
- Saint-Amant
- Saint-Eutrope
- Saint-Laurent-de-Belzagot
- Saint-Martial
- Salles-Lavalette